# Крамар Михайло Полікарпович
Миха́йло Поліка́рпович Кра́мар (нар. 4 листопада 1935, с. Пії, Миронівського району, Київської області — пом. 26 серпня 2008, Київ) — український актор театру і кіно. Народний артист України (2000).

## Біографія
Народився 4 листопада 1935 року у селі Пії на Київщині.
1957 року закінчив Київський театральний інститут імені Івана Карпенка-Карого. В тому ж році, на запрошення Гната Юри, почав працювати актором Київського театру імені Івана Франка.
Зіграв багато цікавих ролей у співпраці з Сергієм Данченком, Іриною Молостовою, Володимиром Оглобліним, Петром Ільченком, Валентином Козьменко-Делінде та іншими постановниками.

Могила Михайла Крамара, Байкове кладовище

Легендарним у творчій біографії актора став фільм «Сватання на Гончарівці», де він зіграв роль Стецька. З блиском виконував Михайло Полікарпович ролі Хазяїна ресторану у виставі «Кін IV», а також Берліоза у виставі «Майстер і Маргарита», демонструючи свій феєричний талант, артистизм.
Жив у Києві, у будинку № 10б по Оболонському проспекту. Помер на 73-му році життя 26 серпня 2008 року після тривалої хвороби в Києві. Похований на Байковому кладовищі, біля колеги по театру, акторки Наталії Лотоцької (ділянка № 49б, 50°25′2.2″ пн. ш. 30°30′3.6″ сх. д. / 50.417278° пн. ш. 30.501000° сх. д.).

## Фільмографія
- 1993 Шанс (Україна, короткометражний), Едюля
- 1989 Важко бути богом (Німеччина, СРСР, Франція), Отець Аба
- 1988 Генеральна репетиція, епізод
- 1987 Конотопська відьма (фільм-спектакль), Левурда
- 1985 Осінні ранки, пенсіонер на святковому зібранні
- 1980 Копілка, Джозеф — слуга Кокареля
- 1979 Вавилон XX, епізод
- 1978 Дві сім'ї (фільм-спектакль), Онуфрій Митрофанович
- 1974 Прощавайте, фараони!, Онисько
- 1973 Ринг
- 1973 Ефект Ромашкіна, представник заводу молочно-кислих виробів
- 1969 Зла доля, епізод
- 1968 Маленький шкільний оркестр, епізод
- 1967 Вій, бурсак
- 1967 Великі клопоти через маленького хлопчика, епізод
- 1965 Загибель ескадри, контра
- 1962 Свіччине весілля (фільм-спектакль), Пирхайло литовський лицар
- 1962 Королева бензоколонки, водій
- 1959 Це було весною
- 1958 Вулиця молодості, Толік приятель Олексія
- 1958 Сватання на Гончарівці, Стецько
- 1958 Перший парубок, Панас
- 1957 Правда, солдат
- 1957 Кінець Чирви-Козиря, музикант на весіллі
- 1956 Павло Корчагін, Васєнька — пасажир в вагоні
- 1955 Максим Перепелиця, кухар
- 1954 Тривожна молодість, Петро Маремуха